# Ahmed Ben Salah

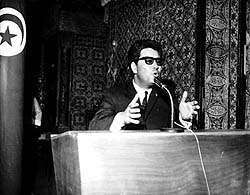
Ahmed Ben Salah

Ahmed Ben Salah (Moknine, 13 januari 1926 - Tunis, 16 september 2020) was een Tunesisch politicus.
Ben Salah begon zijn carrière als syndicalist. Hij was tussen 1961 en 1969 als minister van Planning en Economische Zaken onder president Bourguiba verantwoordelijk voor het landbouwbeleid van Tunesië. De invoering van landbouwcoöperaties werd onder zijn bewind erg ver doorgedreven. Na misoogsten in 1966 en 1967 kwam er protest van de boeren tegen de doorgedreven collectivisering. De Raad van de Republiek besliste daarop in september 1969 dat de particuliere sector in de landbouw niet zou worden opgeheven en dat enkel de graanteelt en de wijnbouw nog onder het coöperatieve stelsel zouden vallen. Bij de herschikking van het kabinet op 8 september 1969 werd Ben Salah als minister vervangen. Na de presidents- en parlementsverkiezingen van november 1969 werd hij uit de regerende Socialistische Destourpartij gezet. Het jaar daarop werd hij zelfs tot een gevangenisstraf veroordeeld. Hij wist na enkele jaren te ontsnappen en leefde lange tijd als balling in Algerije.